# Paul Theodor von Krusenstern

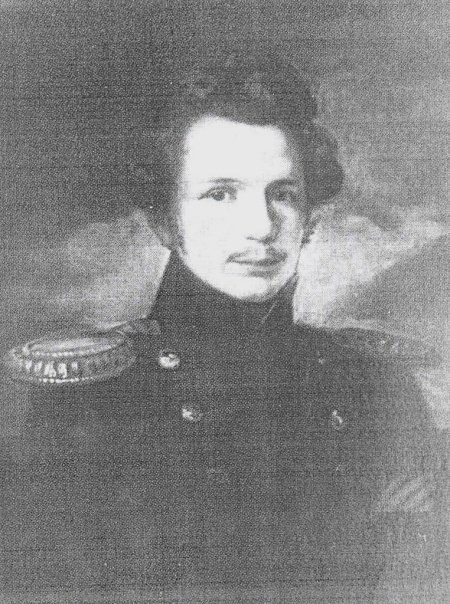
Paul Theodor von Krusenstern

Paul Theodor von Krusenstern, russisch Павел Иванович Крузенштерн (Pawel Iwanowitsch Krusenstern), (* 24. Januar 1809 in Reval; † 8. Dezember 1881 in Schloss Ass, bei Gilsenhof,  Estland) war ein baltischer Polarforscher.

## Leben
Er war der Sohn des Admirals Adam Johann von Krusenstern und von Juliane Taube von der Issen. Krusenstern ging 1823 bis 1826 auf das Lyzeum in Zarskoje Selo und nahm als Junker der Garde-Equipage 1826 bis 1829 an einer Weltumseglung auf dem Schoner Senjavin unter Admiral Friedrich Benjamin von Lütke teil, auf der er 1827 zum Midshipman befördert wurde. Es folgten 1831 bis 1835 weitere Seereisen für astronomische und geodätische Messungen. 1835 bis 1839 war er Adjutant des Kriegsgouverneurs von Reval Login Petrowitsch Heiden. 1842 wurde er zum Kapitänleutnant befördert und leitete 1843 eine Forschungsreise ins Petschora-Land (an die Barentssee nahe Nowaja Semlja grenzend), an der auch Alexander Graf Keyserling teilnahm. 1849/50 unternahm er auf seinem eigenen Schoner eine Forschungsreise ins Nordpolarmeer zur Insel Nowaja Semlja und 1853 unternahm er eine weitere Forschungsreise ins Petschora-Gebiet, um auf dem Fluss Floß-Verbindungen ins Nordpolarmeer zu erkunden. 1853 wurde er Kapitän. 1861/62 erkundete er mit seinem Schoner Ermak das Karische Meer. 1864 wurde er Konteradmiral und 1869 ging er als Vizeadmiral in den Ruhestand. 1874 bis 1876 unternahm er eine weitere Forschungsreise ins Petschora-Gebiet und in den Nordural. 
1844 erhielt er den Wladimir-Orden 4. Klasse und 1853 den Anna-Orden 2. Klasse. 1847 erhielt er den Demidow-Preis. Er war Mitglied der Russischen Geographischen Gesellschaft.
Krusenstern heiratete 1832 die Tochter Wilhelmine (gest. 1851) von August von Kotzebue und in zweiter Ehe 1853 Pauline Gräfin von Zeppelin-Aschhausen. Eine Tochter, Wilhelmine, vermählte sich 1862 mit dem Architekten Rudolf Otto von Knüpffer (1831–1900). Krusensterns Sohn aus erster Ehe war der Polarforscher Otto Paul von Krusenstern (1834–1871).

## Schriften
- mit Graf Keyserling: Wissenschaftliche Beobachtungen auf einer Reise in das Petschora-Land im Jahr 1843, St. Petersburg 1846
- Karten der Flüsse Petschora, Ischma, Ilytsch, Wytschegda, der nördlichen und südlichen Myleva, 1846
- Reise in den nördlichen Ural 1874–76